# Gunter von Minckwitz

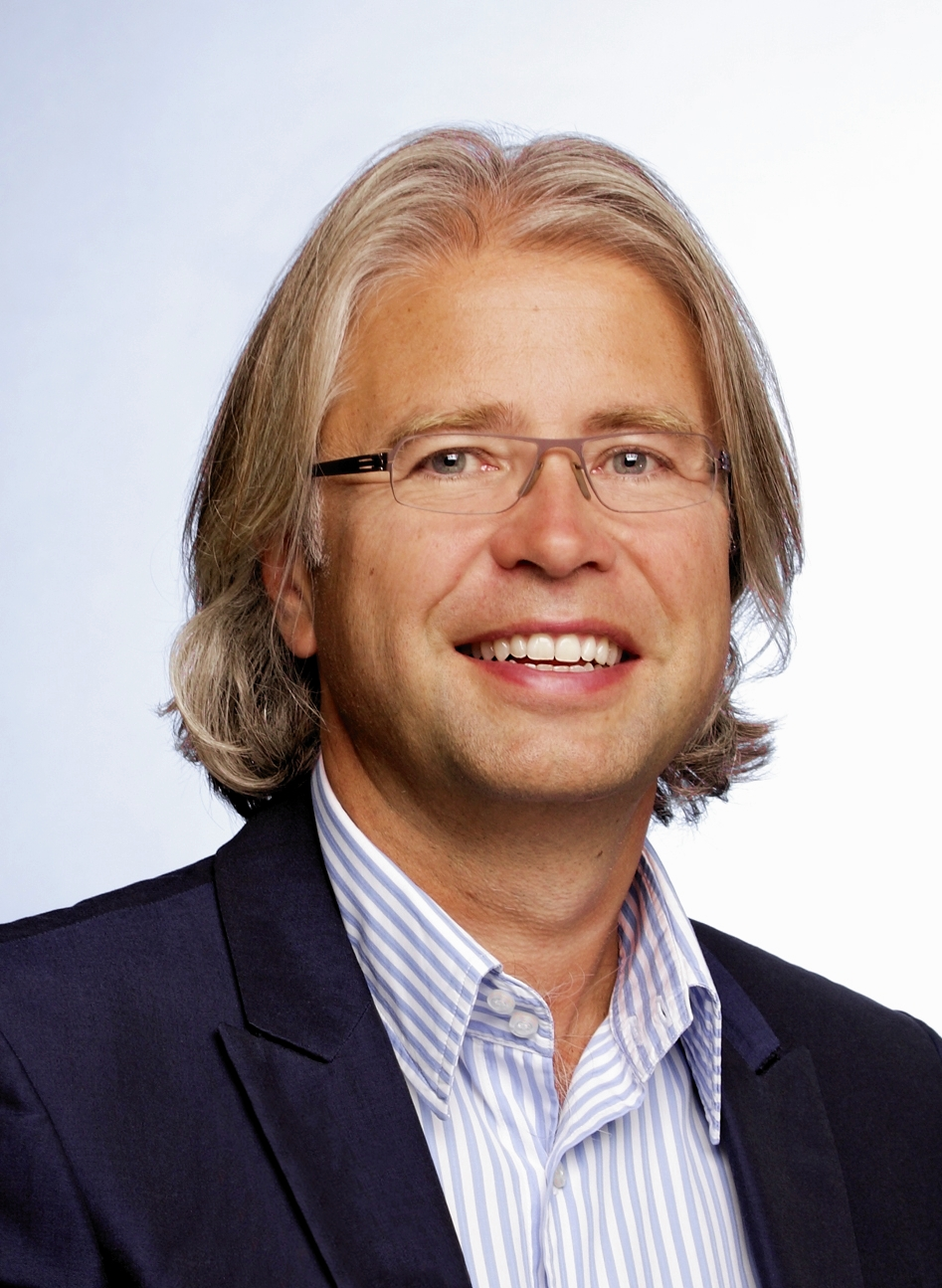
Gunter von Minckwitz, 2013

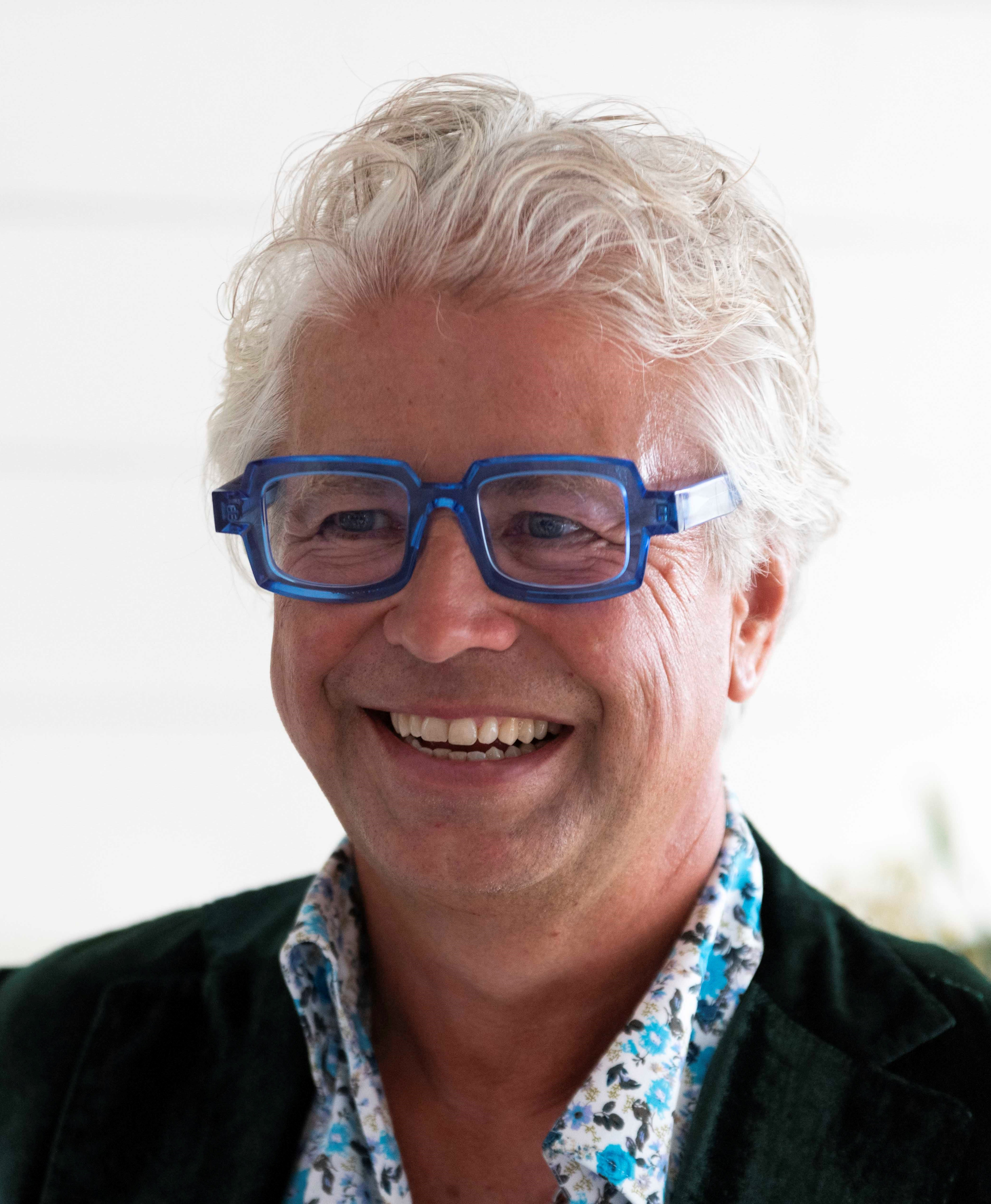
Gunter von Minckwitz, 2022

Gunter von Minckwitz (* 8. September 1964 in Darmstadt) ist ein deutscher Gynäkologe, der über die Diagnostik und Behandlung von Brustkrebs geforscht hat und heute als Finanzinvestor aktiv ist.

## Laufbahn
Gunter von Minckwitz studierte von 1983 bis 1990 Humanmedizin an der Universität Heidelberg und wurde dort 1991 promoviert. Er absolvierte seine Jahre als Assistenzarzt von 1990 bis 1995 in der dortigen Frauenklinik und von 1995 bis 1998 in der Universitäts-Frauenklinik in Frankfurt am Main. 1997 schloss er dort seine Facharztausbildung ab und war dort von 1998 bis 2008 als Oberarzt und Bereichsleiter der Studienzentrale und der Brustklinik tätig. 2001 legte er seine Habilitationsschrift zum Thema „Präoperative systemische Behandlung primärer, operabler Mammakarzinome mit Anthrazyklinen und Taxanen“ vor  und wurde 2006 außerplanmäßiger Professor an der Medizinischen Fakultät der J. W. Goethe Universität Frankfurt. Von 2003 bis 2009 arbeitete er dort als onkologischer Oberarzt in Teilzeit. Von 2003 bis 2017 war er Leiter der German Breast Group (GBG) und geschäftsführender Gesellschafter der GBG Forschungs GmbH, einer Forschungseinrichtung für die Durchführung klinischer Studien zur Behandlung von Brustkrebserkrankungen. Von 2009 bis 2016 war er onkologischer Advisor der senologischen Onkologie am Brustzentrum im Luisenkrankenhaus Düsseldorf. Von 2003 bis 2006 war er Sprecher und von 2006 bis 2010 stellvertretender Sprecher der Kommission Mamma der Arbeitsgemeinschaft Gynäkologische Onkologie.
2006 erlangte er einen Abschluss als Betriebswirt an der Akademie für Wirtschaft in Bad Harzburg und 2020 einen Abschluss als Master of Arts in Philosophie an der Fernuniversität in Hagen.
Heute ist er geschäftsführender Gesellschafter zweier von ihm 2017 und 2020 gegründeter Vermögensverwaltungsgesellschaften, der vM Invest GmbH und der Seedüne VC GmbH, mit denen er Investments v. a. bei Start-up Gesellschaften durchführt.

## Preise
- Ernst-Wertheim-Preis der AGO Österreich 2010[3]
- Claudia-von-Schilling-Preis 2011[4]

## Publikationen
Professor von Minckwitz hat über 250 medline-zitierte Publikationen u. a. im New England Journal of Medicine, The Lancet und The Lancet Oncology und im Journal of Clinical Oncology veröffentlicht, mehr als 240 Übersichtsarbeiten und Buchbeiträge sowie 19 Bücher verfasst. Des Weiteren sind 414 seiner Abstracts bisher veröffentlicht worden.

### Herausgeberschaften
- Breast Care (Herausgeber-Board)
- Senologie (wissenschaftlicher Beirat)
- Frauenheilkunde und Geburtshilfe (Spartenherausgeber klinische Studien)
- Gyn-Spektrum (wissenschaftlicher Beirat)